# Fintice
Fintice su selo u Okrugu Prešov u Slovačkoj površine 11,24 km2. Godine 2023. imale su 2445 stanovnika.

## Stanovništvo
| Godina:     | 1993. | 2003.    | 2013.    | 2023.    |
| ----------- | ----- | -------- | -------- | -------- |
| Broj ljudi: | 1466  | 1672     | 1908     | 2445     |
| Razlika:    |       | +14,05 % | +14,11 % | +28,14 % |

| Godina:     | 2022. | 2023.   |
| ----------- | ----- | ------- |
| Broj ljudi: | 2358  | 2445    |
| Razlika:    |       | +3,68 % |